# Kerio Technologies

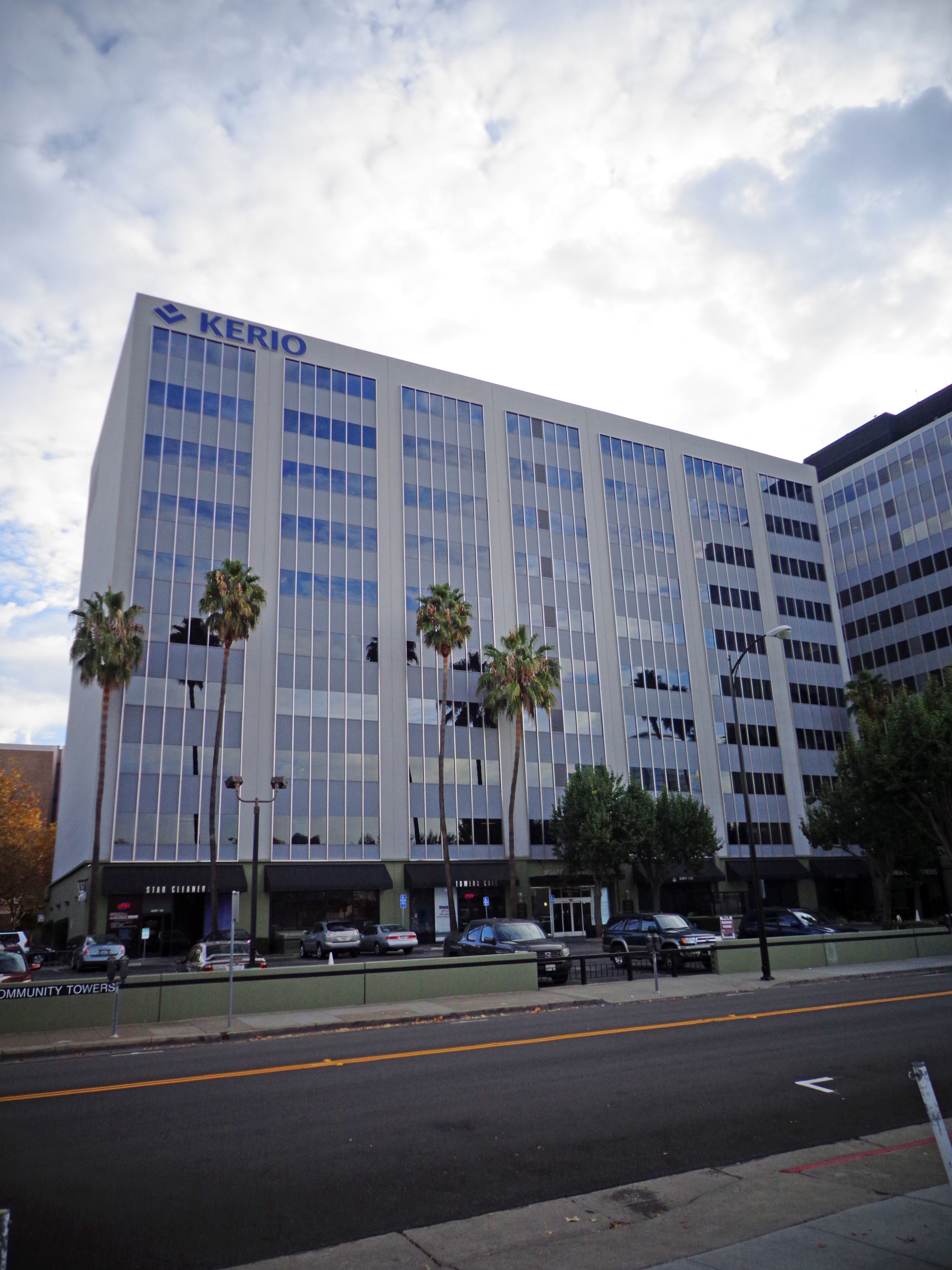
Sitz von Kerio Technologies

Kerio Technologies (kurz Kerio) ist ein US-amerikanischer global tätiger Provider von kompletten IT-Infrastruktur-Lösungen für Kommunikation, Zusammenarbeit und Sicherheit. Neben seinem Sitz in San José (Kalifornien) hat das 1997 gegründete Unternehmen Niederlassungen in Tschechien, UK, Russland und Australien.

## Geschichte
Kerio startete 1997 in den Internetmarkt mit dem Vertrieb von WinRoute Pro, dieses Softwarepaket gehörte  bis Februar 2002 zu Tiny Software und wurde auch von dieser weiter entwickelt.
Im Februar 2002 übergab Tiny Software Verkauf und Entwicklung vollständig an Kerio.
Weite Bekanntheit erlangte Kerio durch die Kerio Personal Firewall deren Version 2.1 erstmals im März 2002 unter der Marke Kerio veröffentlicht wurde.
Version 4 wurde im November 2003 veröffentlicht. Im Dezember 2005 verkaufte Kerio die Personal Firewall immer noch in der Version 4 an Sunbelt Software, welche sie unter dem Namen Sunbelt Personal Firewall weitervertrieb.
Im Januar 2017 wurde Kerio Technologies von GFI Software gekauft, und damit indirekt von Joe Liemandts ESW Capital.

## Produkte
- Samepage.io, cloud-basiertes Filesharing und soziale Collaboration Platform[12][13]
- Kerio Connect, ehemals Kerio MailServer, ein Mailserver für Windows, Linux und Mac OS X
- Kerio Control, ehemals Kerio WinRoute Firewall, eine Netzwerk-Firewall für Windows (bis version 7.4) und Linux
- Kerio Operator, VoIP Telefonielösung

## Eingestellte Produkte
- Kerio Personal Firewall, eine sog. Personal Firewall – übernommen durch Sunbelt Software am 21. Dezember 2005
- Kerio ServerFirewall, eine Serverfirewall – eingestellt am 30. September 2005[14]
- Kerio WebSTAR, ein Webserver – eingestellt am 30.  Juni 2008[15]
- Kerio Workspace, ein Dokumenten und Projektmanagement Tool – eingestellt am 31. Januar 2014 (ersetzt durch samepage.io)[16][17]